# Färnebofjärden, nordväst
Färnebofjärden, nordväst este o arie protejată (arie specială de conservare — SAC, sit de importanță comunitară — SCI) din Suedia întinsă pe o suprafață de 143,1 ha, integral pe uscat.

## Localizare
Centrul sitului Färnebofjärden, nordväst este situat la coordonatele 60°11′50″N 16°40′59″E / 60.1971°N 16.6831°E.

## Înființare
Situl Färnebofjärden, nordväst a fost declarat sit de importanță comunitară în ianuarie 1998 pentru a proteja 1 specie de plante și 1 specie de animale. Situl a fost protejat și ca arie specială de conservare în martie 2011.

## Biodiversitate
Situată în ecoregiunea boreală, aria protejată conține 7 habitate naturale: Taiga vestică, Râuri naturale fino-scandinave, Păduri fino-scandinave bogate în ierburi cu Picea abies, Pajiști aluvionare boreale nordice, Mlaștini turboase de tranziție și turbării mișcătoare, Mlaștini împădurite, Păduri aluvionare cu Alnus glutinosa și Fraxinus excelsior (Alno-Padion, Alnion incanae, Salicion albae).
La baza desemnării sitului se află mai multe specii protejate:
- plante (1): Dichelyma capillaceum
- pești (1): zglăvoacă (Cottus gobio)